# Nannosquilla galapagensis
Nannosquilla galapagensis is een bidsprinkhaankreeftensoort uit de familie van de Nannosquillidae. De wetenschappelijke naam van de soort is voor het eerst geldig gepubliceerd in 1972 door Manning.